# Go Cat Go!
Albums de Carl Perkins
Carl Perkins & Sons
(1993) Silver Eagle Live
(1997)
Go Cat Go! est un album hommage à Carl Perkins sorti le 15 octobre 1996. Le disque est principalement constitué de prestations de Perkins en duo avec des musiciens de renom. 

## Enregistrement
Sur ce disque, on entend Carl Perkins en duo avec John Fogerty, Paul Simon, Tom Petty, Willie Nelson ou encore Johnny Cash. Ces trois derniers, accompagnés de Bono, chantent avec le musicien américain sur Give Me Back My Job. Seules trois chansons sur l'album sont chantées par Perkins en solo. 
De plus, ce disque réunis en quelque sorte les Beatles car George Harrison, Ringo Starr et Paul McCartney chantent chacun une chanson avec Perkins et l'album clos avec la version enregistrée sur scène par John Lennon de la chanson Blue Suede Shoes publiée originellement sur l'album Live Peace in Toronto 1969,. Une autre version live de cette même chanson est aussi incluse, cette fois par Jimi Hendrix, enregistrée durant le soundcheck avant son spectacle à Berkeley en 1970.
Plusieurs autres musiciens sont aussi entendus sur cet album tels Eric Clapton, Clarence Clemons, Joe Walsh, Charlie Daniels, Jim Capaldi ou Rick Danko.

## Origine de la chansonMy Old Friend
Lorsque Paul McCartney enregistrait son album Tug of War en 1981 aux studios AIR de George Martin à Montserrat, il y invite Perkins qu'on entendra sur la chanson Get It. Le musicien américain reste plus d'une semaine avec les McCartney et la dernière nuit, il écrit la chanson My Old Friend. Il la joue pour ses hôtes le lendemain et le vers « ...won't you think about me every now and then? » (« ...penseras-tu à moi de temps à autre ? ») touche profondément McCartney, car c'est la dernière chose que lui aurait dite John Lennon.

## Liste des titres
1. All Mama's Children (avec John Fogerty)
2. One More Shot (avec Tom Petty and the Heartbreakers)
3. Rockabilly Music (avec Paul Simon)
4. Distance Makes No Difference With Love (avec George Harrison)
5. Give Me Back My Job (avec Bono, Johnny Cash, Willie Nelson et Tom Petty)
6. Blue Suede Shoes (Jimi Hendrix Experience)
7. Quarter Horse
8. Don't Stop the Music
9. Matchbox (avec Willie Nelson)
10. Go Cat Go!
11. Two Old Army Pals (avec Johnny Cash)
12. Honey Don't (avec Ringo Starr)
13. Wild Texas Wind (avec Willie Nelson)
14. Restless (avec Tom Petty and the Heartbreakers)
15. Mile Out of Memphis (avec Paul Simon)
16. My Old Friend (avec Paul McCartney)
17. Blue Suede Shoes (John Lennon/Plastic Ono Band)